# قایق‌رانی در رودخانه اپت
قایق‌رانی در رودخانهٔ اِپتْ (انگلیسی: Boating on the River Epte) یک نقاشی رنگ روغن بر روی بوم، اثر نقاشِ امپرسیونیسم فرانسه، کلود مونه است که در سال ۱۸۹۰ طرح گردید، این اثر مونه در حال حاضر در موزهٔ هنر سائوپائولو قرار دارد.
بین سال‌های ۱۸۸۷ تا ۱۸۹۰ مونه تمام وقت خود را به ترسیم طرح‌هایی از رودخانهٔ اِپت گذراند، مدل‌های این نقاشی مونه دو خواهر به نام‌های سوزان و بلانش می‌باشند که هر دو دختر یک بانکدار به نام ارنست هوشید بودند، هوشیده خودش یک حامی هنر بود که علاقه به جمع‌آوری آثار مونه و سایر هنرمندان داشت

## آثار نقاشی کلود مونه در همین رابطه
| تابلو | عنوان اثر                           | تاریخ       | ابعاد        | محل نگهداری             |
| ----- | ----------------------------------- | ----------- | ------------ | ----------------------- |
|       | Sur le bateau (W1152)‎               | ۱۸۸۷ میلادی | ۱۴۵ × ۱۳۳ cm | موزه ملی هنر غرب، توکیو |
|       | En Norvégienne. La barque à Giverny‎ | ۱۸۸۷ میلادی | ۶۹ × ۸۰ cm   | موزه اورسی، پاریس       |
|       | La Barque‎                           | ۱۸۸۷ میلادی | ۱۴۶ × ۱۳۳ cm | موزه مارموتان، پاریس    |

## واژگان
1. ↑  Claude Monet